# Рогагуа
Рога́гуа (исп. Lago Rogagua) — большое пресное озеро на северо-востоке Боливии, в департаменте Бени, в междуречье рек Бени (на западе) и Маморе (на востоке), относящихся к бассейну реки Мадейра. Расположено на высоте 255 м над уровнем моря, в увлажнённой северной части возвышенных равнин на востоке Боливии, на Амазонской низменности, к северо-востоку от озера Юсала, к юго-востоку от озёр Уатунас, Рогагуадо и Рогоагуадо. Имеет сток в реку Маморе по реке Рио-Тападо (Rio Tapado). Длина озера 21 км, озеро овальной формы.